# Lotshampa

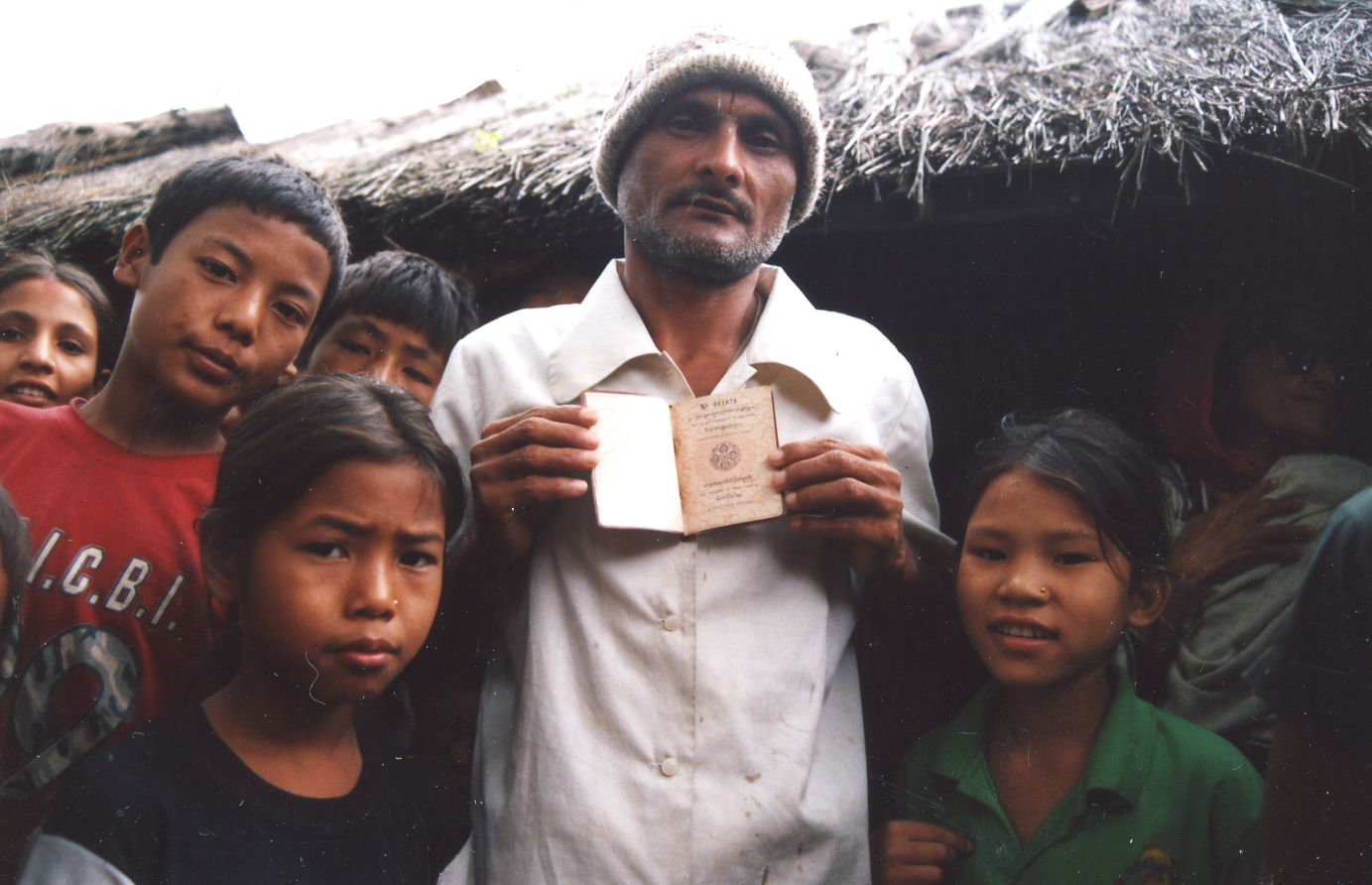
Un profugo Lotshampa mostra il suo passaporto bhutanese nel campo di Beldangi, in Nepal

I Lotshampa sono i cittadini bhutanesi di origine nepalese e di religione induista in gran parte espulsi dal Bhutan dopo la pulizia etnica degli anni novanta.
La questione dei Lotshampa nacque alla fine del XIX secolo quando migliaia di contadini del Nepal sudorientale emigrarono nelle pianure meridionali del Bhutan per trovare nuove terre da coltivare. Inizialmente il governo di Thimphu, poco interessato a quell'area, lasciò libera la formazione di questi insediamenti, che proseguì per tutta la prima metà del XX secolo.
A partire dagli anni settanta tuttavia la crescita demografica dei Lotshampa iniziò a preoccupare la maggioranza della popolazione bhutanese, di etnia tibetana e di religione buddhista. Negli anni ottanta furono quindi varate diverse leggi (tra cui il Driglam namzha) che imponevano alla minoranza di lingua nepalese di adeguarsi alla cultura e agli usi della maggioranza. Seguì un periodo di disordini durante e dopo il quale decine di migliaia di Lotshampa lasciarono il Bhutan per rifugiarsi all'interno di alcuni campi profughi gestiti dall'ONU in Nepal, vicino alla cittadina di Damak.
Oggi si stima che nei campi ci siano oltre centomila rifugiati (assistiti dall'UNHCR) che rivendicano il diritto di rientrare nella loro patria d'origine e spesso tentano, a gruppi, di ritornare in Bhutan, dove vengono respinti dalla polizia di frontiera.
Da anni sono in corso trattative trilaterali (Bhutan, Nepal e Onu) per trovare una soluzione al problema.
Nel 2007 il governo degli Usa ha dato la sua disponibilità a ospitare almeno 60 000 di questi profughi attraverso un piano di immigrazione graduale. Gli Stati Uniti hanno avanzato questa ipotesi anche per evitare che i giovani nati o cresciuti nei campi profughi si uniscano alla crescente guerriglia di ispirazione maoista guidata dal Partito Comunista (Marxista-Leninista-Maoista) Bhutanese. Circa 50 000 Lotshampa hanno aderito al programma di immigrazione negli Usa operativo a partire dal gennaio 2008.